# Krzyż Partyzancki
Krzyż Partyzancki – polskie wojskowe odznaczenie państwowe nadawane w latach 1945–1999.

## Historia
Krzyż Partyzancki został ustanowiony dekretem Rady Ministrów z dnia 26 października 1945 roku, zatwierdzonym przez Prezydium Krajowej Rady Narodowej. Odznaczenie to zostało ustanowione „w celu upamiętnienia bohaterskiej walki zbrojnej żołnierzy oddziałów partyzanckich z hitlerowskim okupantem o Niepodległość, Wolność i Demokrację oraz celem nagrodzenia bojowych zasług w tej walce”.
W ustawie z 1960 roku uznano Krzyż Partyzancki jako odznaczenie wojenne stanowiące nagrodę za udział w walkach partyzanckich z hitlerowskim okupantem.
W latach 1944–1960 kolejność noszenia polskich odznaczeń była regulowana przepisami o poszczególnych odznaczeniach, lecz zasady i okoliczności noszenia odznaczeń nie były unormowane. W praktyce częściowo stosowano przepisy i zwyczaje przedwojenne, a częściowo korzystano z wzorów sowieckich. Od 1960 Krzyż Partyzancki zajmował miejsce za Złotym Medalem Zasłużonym na Polu Chwały, a przed Medalem „Za waszą wolność i naszą”, a od 1992 roku – po obecnie obowiązujących odznaczeniach państwowych.
Z dniem 8 maja 1999 nadawanie Krzyża Partyzanckiego uznano za zakończone.

## Zasady nadawania
Krzyż Partyzancki był nadawany jednorazowo organizatorom, dowódcom i członkom oddziałów partyzanckich walczących z Niemcami na terenie Polski, a także Polakom walczącym w oddziałach partyzanckich na terenie ZSRR, Jugosławii i Francji oraz cudzoziemcom walczącym w oddziałach partyzanckich na terenie Polski. Odznaczenie nadawało Prezydium Krajowej Rady Narodowej w drodze uchwały, od 1952 roku Rada Państwa, a od 1989 Prezydent RP. Nadawane było także miejscowościom.

## Opis odznaki

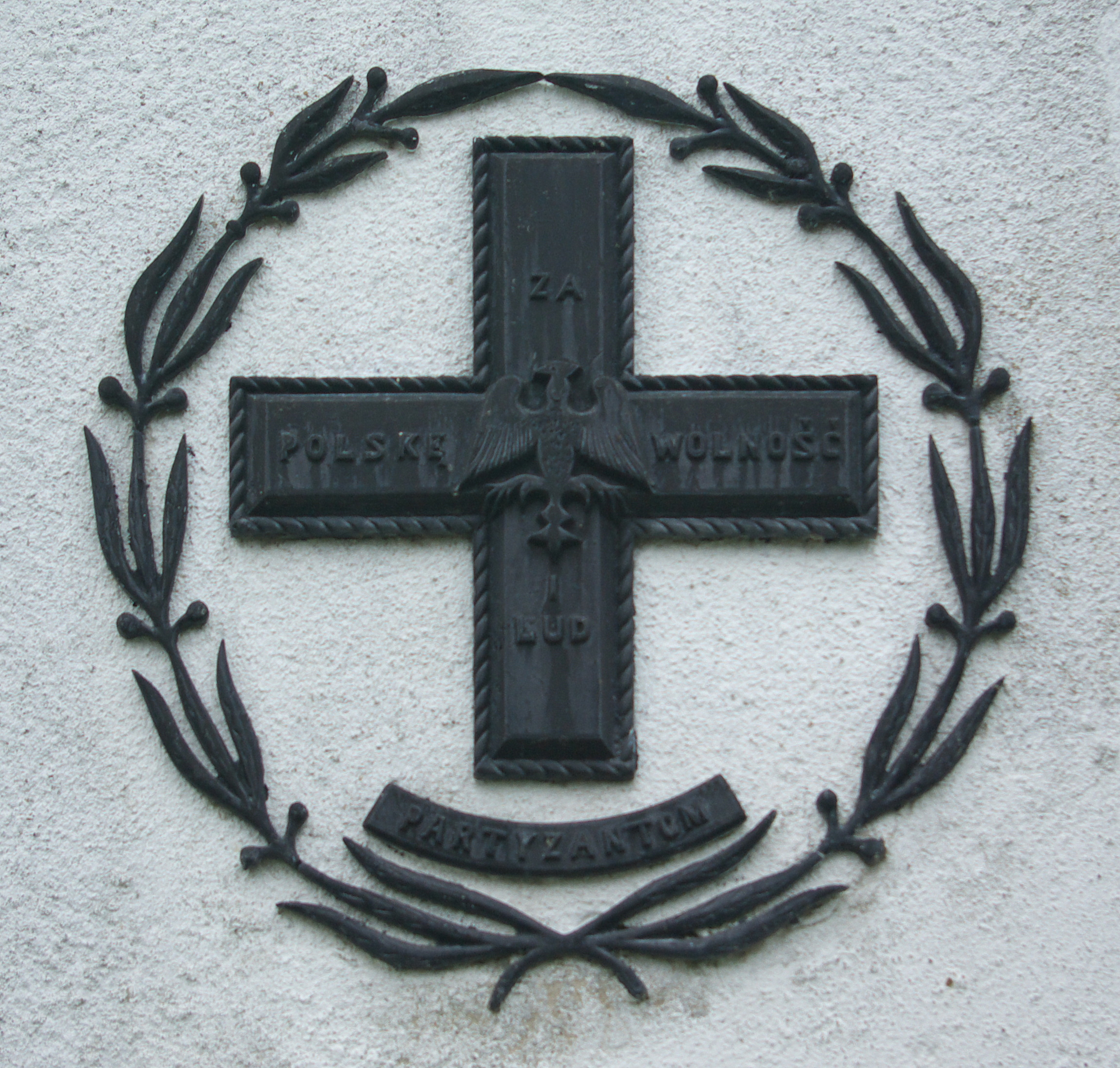
Krzyż Partyzancki na pomniku, upamiętniającej ofiary egzekucji publicznej w Falejówce

Odznaką Krzyża Partyzanckiego jest równoramienny krzyż, złocony o wymiarach 38 × 38 mm, brzegi krzyża są zakończone ornamentowanym obramowaniem. Na awersie pośrodku krzyża znajduje się orzeł, a na ramionach napis ZA – POLSKĘ – WOLNOŚĆ – i LUD (dewiza Armii Ludowej). Na rewersie na poziomych ramionach napis PARTYZANTOM, na górnym pionowym ramieniu data 1939, a na dolnym data 1945.
Krzyże wykonywano ze złoconego mosiądzu. Projektant odznaczenia jest nieznany.
Wstążka odznaczenia jest ciemnozielona o szerokości 35 mm, z czarnymi paskami szerokości 7 mm po bokach, umieszczonymi 2 mm od jej brzegu.

## Odznaczeni
Po raz pierwszy odznaczenia zostały nadane uchwałą Prezydium Krajowej Rady Narodowej „powziętą na posiedzeniu w dniu 12 czerwca 1946, w uznaniu dla wielkich zasług, położonych w czasie najazdu niemieckiego lat 1939–1945 przy organizowaniu oddziałów partyzanckich i prowadzeniu nieprzerwanej walki z najeźdźcą odznaczeni zostali: KRZYŻEM PARTYZANCKIM
1. Marszałek Polski Michał Rola-Żymierski,
2. Prezes Rady Ministrów Edward Osóbka-Morawski,
3. Wicepremier Władysław Gomułka,
4. Gen. dyw. Franciszek Jóźwiak,
5. Gen. dyw. inż. Marian Spychalski,
6. Gen. dyw. Aleksander Zawadzki,
7. Minister kultury i sztuki Władysław Kowalski,
8. Józef Cyrankiewicz (zachowano oryginalną pisownię)[11].

Miejscowości odznaczone Krzyżem Partyzanckim:
- Buczkowice – wieś w powiecie bielskim, województwo śląskie (1972)
- Kaniów – wieś w powiecie bielskim, województwo śląskie (1972)
- Kroczyce – wieś w powiecie zawierciańskim, województwo śląskie (1972)
- Lędziny – miasto w powiecie bieruńsko-lędzińskim, województwo śląskie (1972)
- Mstów – wieś w powiecie częstochowski, województwo śląskie (1972)
- Ogrodzieniec – miasto w powiecie zawierciańskim, województwo śląskie (1972)
- Brenna – wieś w powiecie cieszyńskim, województwo śląskie
- Zwięczyca (1979)
- Różaniec – wieś w powiecie biłgorajskim, województwo lubelskie (7 maja 1980 r.)
- Kazimierza Wielka – miasto w powiecie kazimierskim, województwo świętokrzyskie (1985)

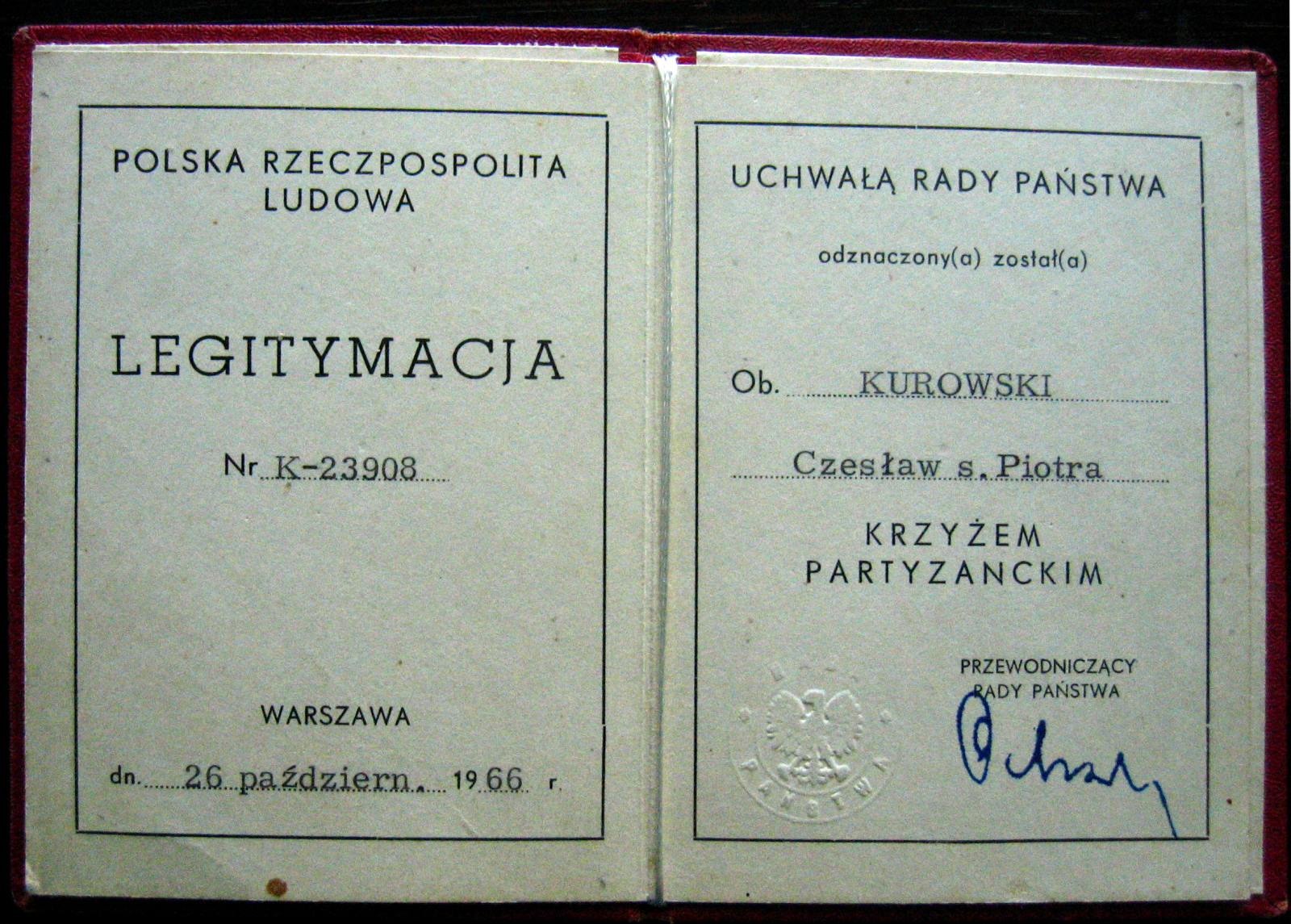
Legitymacja do odznaczenia, wydana dla Czesława Kurowskiego

Wg Stefana Oberleitnera w sumie w latach 1945–1989 nadano 76 664 Krzyży Partyzanckich, a w latach 1990–1999 odznaczono jeszcze wielu żołnierzy świadomie pomijanych przez komunistyczne władze, m.in. partyzantów związanych z ruchem narodowym i NSZ. W kolejnych latach odznaczono:
- 1990 – 1862 osoby,
- 1991 – 723 osoby,
- 1992 – 1140 osób,
- 1993 – 1325 osób,
- 1994 – 1658 osób,
- 1995 – 5267 osób,
- 1996 – 2167 osób,
- 1997 – 939 osób,
- 1998 – 975 osoby,
- 1999 – 1330 osób,

razem – 17 386 osoby.
Wg danych Biura Odznaczeń Państwowych Kancelarii Rady Państwa oraz Biura Odznaczeń Kancelarii Prezydenta RP nadano 75 374 krzyże do 1987 r., a później jeszcze dodatkowo 18 651 krzyży; łącznie – 94 025 krzyży.